# Munakataïta
La munakataïta és un mineral de la classe dels sulfats, que pertany al grup de la linarita-chenita. Rep el nom de la ciutat de Munakata (Prefectura de Fukuoka, Regió de Kyūshū, Japó) on es troba l'indret on va ser descoberta: la mina Kato.

## Característiques
La munakataïta és un selenit-sulfat de coure i plom de fórmula química Pb₂Cu₂(Se⁴⁺O₃)(SO₄)(OH)₄. Cristal·litza en el sistema monoclínic. La seva duresa a l'escala de Mohs és 2,5.
Segons la classificació de Nickel-Strunz, la munakataïta pertany a «07.BC: sulfats (selenats, etc.), amb anions addicionals, sense H₂O, amb cations de mida mitjana i gran», juntament amb els minerals següents: D'Ansita, alunita, amonioalunita, amoniojarosita, argentojarosita, beaverita-(Cu), dorallcharita, huangita, hidroniojarosita, jarosita, natroalunita-2c, natroalunita, natrojarosita, osarizawaïta, plumbojarosita, schlossmacherita, walthierita, beaverita-(Zn), ye'elimita, atlasovita, nabokoïta, clorotionita, euclorina, fedotovita, kamchatkita, piypita, klyuchevskita, alumoklyuchevskita, caledonita, wherryita, mammothita, linarita, schmiederita, chenita, krivovichevita i anhidrocaïnita.

## Formació i jaciments
A més de l'indret on va ser descoberta, la munakataïta també ha estat trobada a la mina Broken Hill South, al comtat de Yancowinna (Nova Gal·les del Sud, Austràlia), a una pedrera de quars de Wolfgruben, a la vall del Liesing - Palten (Estíria, Àustria), en diversos indrets d'Occitània (França), a la mina La Milagrosa a Níjar (Almeria, Espanya), a Arizona, Califòrnia, Nevada (Estats Units) i a la mina Kisamori (Prefectura d'Akita, Japó).